# Periplos Massalski
Periplos Massalski – dokument powstał przed 530 p.n.e., zawierający spis informacji przydatnych dla żeglarzy i kupców. Autorem był prawdopodobnie żeglarz z Massalii. 

Periplos Massalski nie zachował się w oryginale, znany jest tylko z fragmentów zawartych w poemacie z IV w. p.n.e. Festusa Rufusa Avienusa Wybrzeże morskie (łac. Ora maritima). Na podstawie tego utworu można wywnioskować, że istniał  dokument – periplus – który zawierał opis miejsc i tras od antycznej Massalii (obecna Marsylia) po cypel Pointe du Raz w północno-zachodniej Francji. Zawiera m.in. pierwsze informacje o Wyspach Brytyjskich oraz tajemniczej wyspy Thule. Badacze uważają, że tym nieznanym lądem była strefa, którą mieli zamieszkiwać Germanie. Obejmowała ona swym zasięgiem wybrzeża współczesnych północnych Niemiec, Jutlandię, Wyspy Duńskie, południową Szwecję oraz strefę przybrzeżną południowej Norwegii. Prawdopodobnie w te rejony dopłynął żeglarz z Massalii.